# Ceratogomphus triceraticus
Ceratogomphus triceraticus е вид водно конче от семейство Gomphidae. Видът е уязвим и сериозно застрашен от изчезване.

## Разпространение
Разпространен е в Южна Африка (Западен Кейп).